# ها تای‌گون
این یک نام کره‌ای است؛ نام خانوادگی ها است.
ها تای‌گون (به کره‌ای: 하태균) متولد ۲ نوامبر، ۱۹۸۷ است. یک بازیکن فوتبال کره ای، که در کی‌لیگ برای باشگاه فوتبال سوون سامسونگ بازی می‌کند.

## آمار حضور در باشگاه‌ها
| باشگاهی   | باشگاهی      | باشگاهی   | لیگ  | لیگ | جام          | جام          | سایر جام‌ها   | سایر جام‌ها   | قاره | قاره | مجموع | مجموع |
| فصل       | باشگاه       | لیگ       | بازی | گل  | بازی         | گل           | بازی         | گل           | بازی | گل‌   | بازی  | گل‌    |
| کره جنوبی | کره جنوبی    | کره جنوبی | لیگ  | لیگ | جام حذفی کره | جام حذفی کره | سوپر لیگ کره | سوپر لیگ کره | آسیا | آسیا | مجموع | مجموع |
| --------- | ------------ | --------- | ---- | --- | ------------ | ------------ | ------------ | ------------ | ---- | ---- | ----- | ----- |
| ۲۰۰۷      | سوون سامسونگ | کی‌لیگ     | ۱۵   | ۳   | ۰            | ۰            | ۳            | ۲            | -    | -    | ۱۸    | ۵     |
| ۲۰۰۸      | سوون سامسونگ | کی‌لیگ     | ۵    | ۰   | ۰            | ۰            | ۱            | ۰            | -    | -    | ۶     | ۰     |
| ۲۰۰۹      | سوون سامسونگ | کی‌لیگ     | ۱۰   | ۲   | ۳            | ۰            | ۲            | ۰            | ۰    | ۰    | ۱۵    | ۲     |
| ۲۰۱۰      | سوون سامسونگ | کی‌لیگ     | ۶    | ۱   | ۱            | ۰            | ۴            | ۱            | ۲    | ۰    | ۱۳    | ۲     |
| ۲۰۱۱      | سوون سامسونگ | کی‌لیگ     | ۲    | ۰   | ۰            | ۰            | ۰            | ۰            | ۱    | ۳    | ۳     | ۳     |
| مجموع     | کره جنوبی    | کره جنوبی | ۳۸   | ۶   | ۴            | ۰            | ۱۰           | ۳            | ۳    | ۳    | ۵۵    | ۱۲    |
| کل دوره   | کل دوره      | کل دوره   | ۳۸   | ۶   | ۴            | ۰            | ۱۰           | ۳            | ۳    | ۳    | ۵۵    | ۱۲    |